# 孙巴陨击坑
孙巴陨击坑（Zumba）是火星凤凰湖区一座非常年轻的撞击坑，中心坐标位于南纬28.68度、西经133.18度处，直径2.93公里（1.82英里），其名称取自厄瓜多尔孙巴镇，2006年被国际天文联合会行星系统命名工作组正式采用。

## 描述

孙巴陨击坑热辐射成像系统白昼图像。

孙巴陨击坑深达620米（2030英尺），坑壁高出周边代达利亚熔岩平原约200米（660英尺），平均较火星上此类大小的撞击坑更深25%，这一事实表明它是一座非常新鲜的陨石坑。
由于孙巴陨击坑如此年轻，它是一座简单陨石坑的完美事例。在火星上，一座简单型撞击坑的直径通常小于6-9公里（3.7-5.6英里），外观呈圆锥碗状，坑壁几乎没有塌陷，且缺乏一座发育良好的中心特征，如中央峰。
孙巴陨击坑引起了科学家们的关注，因为它拥有一些有趣的特征，这些特征通常在其他较古老的火星撞击坑，甚至包括位于亚利桑那州巴林杰陨石坑等在内的地球上最新陨石坑中已掩埋或侵蚀。在高分辨率成像科学设备图像中观察到的这些保留和新识别出的特征可能会揭示撞击过程的新特征。

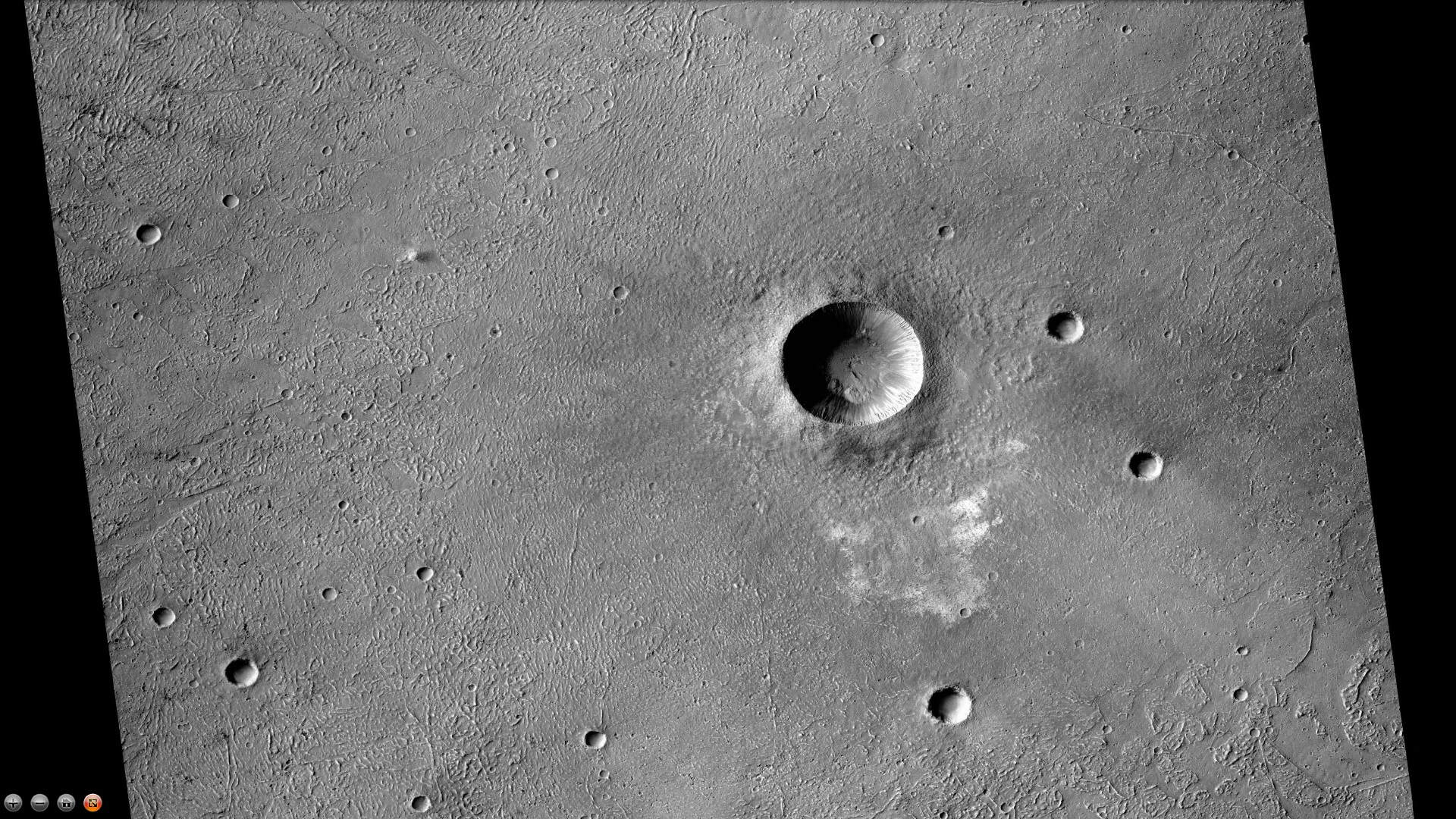
火星勘测轨道飞行器背景相机显示的孙巴陨击坑。

特别有趣的是，一堆坑洼的沉积物使孙巴陨击坑坑底看上去虽有凹坑但相对平坦。这些陨击坑充填沉积物通常由轻微至高度破损的岩石碎片和撞击高温所产生的撞击熔融体所构成。在月球或地球陨石坑中都未观察到充填沉积物中的凹坑。它们只存在于最新、保存最完好的火星陨击坑中。
这些凹坑可能是热陨坑填充物与水和水冰相互作用的结果，水和水冰可能在撞击前就已存在于地下。目前尚不清楚这些凹坑是爆炸性形成（类似于热熔岩与湿沉积/淤积物相互作用形成的地球火山坑/火山口），还是由于撞击熔体或挥发物的排放而坍塌。由于坑洼沉积物仅出现在最新且保存完好的陨石坑中，这表明它们可能与撞击过程有关。

## 另请查看
- 撞击事件
- 火星撞击坑
- 火星矿石资源
- 行星体系命名法